# Kolombangara
Kolombangara è un'isola vulcanica che fa parte delle isole della Nuova Georgia, nell'arcipelago delle Salomone, nell'Oceano Pacifico. Il suo nome deriva dal dialetto locale, che può essere tradotto approssimativamente in "Signore delle acque", tenuto conto che circa 80 fra fiumi e ruscelli scendono dai fianchi della montagna che la costituisce.

## Geografia
Di forma quasi circolare, l'isola è uno stratovulcano che si eleva fino a 1770 m di altezza (Monte Veve). L'isola fa parte del confine meridionale del New Georgia Sound, lo stretto che approssimativamente attraversa per la loro lunghezza le isole Salomone. A nord-ovest il golfo di Vella la separa da Vella Lavella e Gizo, mentre a sud-est il golfo di Kula la separa dalla Nuova Georgia.
Il territorio di Kolombangara è ricoperto da foreste ed ospita pochi abitanti. Su Kolombangara vi sono due principali insediamenti: Ringgi e Mongga, il primo dei quali è il più grosso. L'attività economica prevalente è il taglio e trasporto di legname, concentrato prevalentemente nel villaggio di Poitete.

## Kolombangara durante la seconda guerra mondiale
Durante la seconda guerra mondiale l'isola e la zona di mare circostante assistettero a numerose scene di combattimento. L'Esercito imperiale giapponese utilizzo una striscia di terra piana presso Vila, sulla riva meridionale dell'isola, come pista per i suoi velivoli. Nel maggio del 1943 esso vi stabilì numerose unità militari con più di diecimila soldati acquartierati nel lato sud-est dell'isola, al comando del maggior generale Minoru Sasaki, nel tentativo di impostare una linea di difesa attraverso la zona centrale delle isole Salomone. Tra le battaglie navali svoltesi nella zona vi furono la battaglia del Golfo di Kula e quella di Kolombangara.
La più nota e sanguinosa battaglia fu la missione d'intercettazione del convoglio di rifornimenti giapponese Tokyo Express del 2 agosto 1943, che terminò con lo speronamento e l'esplosione della motosilurante statunitense PT-109, comandata dall'allora sottotenente di vascello John Fitzgerald Kennedy, che con il suo equipaggio, due componenti del quale morirono nello scontro, si trovò in mare alla deriva. I bagliori dell'esplosione furono avvistati da un coastwatcher australiano, segretamente appostato sulla cima del Monte Veve, il sottotenente Arthur Reginald Evans. Questi inviò due collaboratori indigeni, Biuku Gasa ed Eroni Kumana alla ricerca di eventuali superstiti. I due esploratori, a bordo di una canoa, individuarono il gruppo di superstiti rifugiatisi sull'isoletta di Olasana. Dopo ulteriori vicissitudini, i sopravvissuti con il loro comandante vennero recuperati da un'altra motosilurante, la PT-157, al comando del tenente William Liebenow, e riportati alla base sull'isola di Rendova.
Tre notti dopo però i cacciatorpediniere statunitensi affondarono, nella battaglia del Golfo di Vella, le navi giapponesi che portavano i rifornimenti alla guarnigione dell'isola. Questa, forte di 12400 uomini, rimase perciò isolata e le forze statunitensi furono in grado di applicare a Kolombangara la "strategia del gioco a cavalluccio", sbarcando a Vella Lavella, nella parte ovest dell'isola. I giapponesi finirono con l'evacuare Kolombangara tra il 23 settembre ed il 4 ottobre 1943.
Nel gennaio del 1944 un ufficiale e sei militari del 350º Reggimento del Genio di stanza a Munda installarono nell'aeroporto abbandonato dai giapponesi, a Vila, una fattoria. Il governo britannico distaccò sedici militari del luogo per collaborare al progetto. Con i semi acquisiti tramite la Croce Rossa Internazionale, molti vegetali furono inviati dalla fattoria all'ospedale della base per fornire da supplemento ai pasti disidratati somministrati ai veterani ricoverati. Il principale alimento vegetale fornito fu il cocomero.